# پرمشوار گودرج
پرمشوار گودرج (انگلیسی: Parmeshwar Godrej; ۱۶ ژوئیهٔ ۱۹۴۵ – ۱۰ اکتبر ۲۰۱۶) اهالی کسب‌وکار و مدیر اجرایی اهل هند بود. وی همسر ادی گودرج و مادر نیسا گودرج بود.